# Curren$y
Curren$y, de son vrai nom Shante Scott Franklin, né le 4 avril 1981 à La Nouvelle-Orléans, est un rappeur américain. Il était l'un des membres de Young Money Entertainment, un label fondé par Lil Wayne. En 2011, Franklin fonde le label, Jet Life Recordings.

## Biographie
Curren$y rappe depuis 2000 ; il a créé son propre label, Jet Life Recordings, et a signé chez Warner Bros. Records. Il a collaboré avec plusieurs artistes dont Ski Beatz, Wiz Khalifa, Big K.R.I.T., Jay Electronica, Mos Def, John Legend, Stalley, Bun B, Raekwon, French Montana, Future , August alsina ,Trademark da Skydiver & Young Roddy (JETS International).

### No LimitetYoung Money(2002–2008)
En 2002, Curren$y signe au label de No Limit Records de Master P, et devient membre des 504 Boyz. La chanson Get Back de 504 Boyz. Curren$y participe à l'album de Master P, Good Side, Bad Side, publié en 2004. Il signe ensuite chez Cash Money Records, puis chez Young Money Entertainment, label de Lil Wayne où il reste jusqu'à la fin 2007. Alors qu'il est encore sous contrat chez Young Money, Curren$y crée Fly Society avec le skateboarder Terry Kennedy, une entreprise de vêtements qu'ils étendent à la production musicale. Where Da Cash A est le premier single publié chez Young Money en 2006, extrait de l'album Music to Fly. Mais en raison de plusieurs rebuffades et d'un manque de promotion, Curren$y décide de quitter le label. La même année, il publie G-Series, une mixtape réalisée avec Lil Wayne et Mack Maine.
En 2007, il réalise une autre mixtape intitulée Life at 30,000 Feet. D'autres suivront en 2008, lui apportant une certaine notoriété. Son travail est suffisamment impressionnant pour qu'il soit nommé dans les XXL Freshmen de l'année 2009.

### This Ain't No Mixtape,Jet FilesetPilot Talk(2009–2010)
En 2009, Curren$y signe chez Amalgam Digital et sort son premier album, This Ain't No Mixtape. Il publie un deuxième album la même année, Jet Files, chez Amalgam Digital. Le troisième album de Curren$y, Pilot Talk, est publié le 13 juillet 2010. La plupart des titres sont produits par Ski Beatz et des artistes comme Snoop Dogg, Big K.R.I.T. et Mos Def y font une apparition. Des rumeurs ont laissé entendre que l'album serait édité chez Roc-A-Fella Records, mais finalement Pilot Talk sortira chez BluRoc Records, une division du label DD172, et sera distribué par Def Jam Recordings.

### Pilot Talk IIetWeekend at Burnie's(2010–2011)
Curren$y fait également de nombreuses apparitions sur le premier album de Ski Beatz, DJ Skee24 Hour Karate School, qui sort le 21 septembre 2010. Le quatrième album de Curren$y, DJ SkeePilot Talk II, sort le 22 novembre 2010. La plupart des titres sont produits par Ski Beatz et on y retrouve Fiend et Raekwon, parmi d'autres artistes. La même année, il sort également une mixtape intitulée Smokee Robinson avec le DJ Don Cannon.
Le 1er février 2011, Curren$y signe chez un contrat avec Warner sous le label Jet Life Recordings. Covert Coup est le premier album produit sous ce label. Il est diffusé gratuitement sur le site de Curren$y le 20 avril 2011. Dix titres sont produits par The Alchemist. Son sixième album, Weekend at Burnie's, est publié le 28 juin 2011. Il est produit par Rahki et Monsta Beatz. Il publie également une mixtape, Verde Terrace, en collaboration avec DJ Drama, qui connaît un certain succès. Le 10 novembre 2011, Curren$y annonce via Twitter la sortie de son prochain album, Muscle Car Chronicles. Ce double album paraît le 14 février 2012.

### The Stoned ImmaculateetLive in Concert(2012–2013)
Deux autres albums sont prévus pour 2012 ; Puff Daddy, un opus produit par Chuck Inglish, et The Stoned Immaculate, dont la sortie est prévue le 5 juin 2012. Il prévoit également un nouvel album avec Wiz Khalifa, intitulé Live in Concert. En novembre 2012, Curren$y donne des nouvelles sur sa mixtape avec Khalifa expliquant qu'il y aurait des problèmes de droit d'auteurs concernant les samples.
Le 3 février 2013, Curren$y publie son troisième mixtape New Jet City qui fait notamment participer Wiz Khalifa, French Montana, Jadakiss, Juvenile, Juicy J, Trinidad James et Rick Ross.
Le 30 octobre 2013, Curren$y publie l'EP The Stage avec Smoke DZA et Harry Fraud.

### The Drive In TheatreetPilot Talk III(depuis 2014)
Curren$y annonce une nouvelle mixtape, The Drive In Theatre, en janvier 2014. Elle suit le 26 janvier 2014, d'un nouveau single, Godfather 4 en featuring avec Action Bronson.
Le 17 janvier 2015, Curren$y annonce sur Twitter être en plein enregistrement de Pilot Talk III avec Ski Beatz began the process of making. L'album est depuis en développement, avec Curren$y qui cite le plus souvent Lil Boosie, Lil Wayne, Wiz Khalifa, Ab-Soul, French Montana, Action Bronson, Jadakiss, Styles P, et Riff Raff. Le 19 janvier 2015, Curren$y poste la possible future couverture de l'album sur Instagram. Le 1er mars 2015, DJ Skee publie le premier single Alert en featuring avec Styles P et produit par Ski Beatz.

## Vie privée
Curren$y a été hospitalisé lors du concert Rock the Bells, le 20 août 2011, à la suite d'une fracture de la cheville. Curren$y possède six voitures : une Chevrolet El Camino, une Chevrolet Camaro SS Monte-Carlo 1984, une Chevrolet Corvette, une Ferrari, une Chevrolet Impala et une Bentley Continental.

## Discographie

### Albums studio
- 2009 : This Ain't No Mixtape
- 2009 : Jet Files
- 2010 : Pilot Talk
- 2010 : Pilot Talk II
- 2012 : Muscle Car Chronicles
- 2012 : The Stoned Immaculate
- 2015 : Pilot Talk III
- 2015 : Canal Street Confidential
- 2019 : Back at Burnie's
- 2021 : Collection Agency
- 2021 : Still Stoned on Ocean
- 2021 : Pilot Talk IV

### Albums collaboratifs
- 2011 : Covert Coup (Prod. The Alchemist)
- 2011 : Jet World Order (avec Jet Life)
- 2011 : Weekend at Burnie's
- 2012 : Jet World Order 2 (Avec Jet Life)
- 2018 : Fetti (avec Freddie Gibbs & Prod. The Alchemist)
- 2019 : Gran Turismo (Avec Statik Selektah)
- 2019 : Pheno Grigio (Avec Berner)
- 2019 : Plan of Attack (Avec Trademark da Skydiver & Young Roddy)
- 2020 : The Tonite Show with Curren$y (Prod. DJ Fresh)
- 2020 : Spring Clean (Avec Fuse)
- 2020 : The OutRunners (Prod. Harry Fraud)
- 2020 : The Director's Cut (Prod. Harry Fraud)
- 2020 : Welcome to Jet Life Recordings (Avec Jet Life)
- 2021 : Welcome to Jet Life Recordings 2 (Avec Jet Life)
- 2021 : Highest in Charge (Prod. Trauma Tone)
- 2021 : Matching Rolexes (Avec Kino Beats)
- 2022 : Continuance (Prod. The Alchemist)
- 2022 : Spring Clean 2 (Avec Fuse)
- 2023 : Season Opener (Avec Jet Life)

### EPs
- 2012 : Here
- 2012 : #The1st28 (avec Styles P)
- 2012 : Cigarette Boats (Prod. Harry Fraud)
- 2013 : Live in Concert (avec Wiz Khalifa)
- 2014 : Saturday Night Car Tunes
- 2014 : More Saturday Night Car Tunes
- 2015 : Even More Saturday Night Car Tunes
- 2015 : Cathedral (Avec Chase N. Cashe)
- 2016 : Bourbon Street Secrets (Avec Purps)
- 2016 : The Legend of Harvard Blue
- 2016 : Stoned on Ocean
- 2016 : Revolver (Prod. Sledgren)
- 2017: The Jetlanta EP (Avec Cornerboy P and T.Y.)
- 2017: The Motivational Speech EP (Prod. Lex Luger)
- 2018 : Parking Lot Music
- 2018 : Air Freshna
- 2018 : The Marina (Prod. Harry Fraud)
- 2019 : Umbrella Symphony (Avec LNDN Drugs & Jay Worthy)
- 2019 : Hot August Nights
- 2019 : Hot August Nights Forever
- 2019 : Prestige Worldwide (Avec Smoke DZA)
- 2020 : 3 Piece Set
- 2020 : Smokin' Potnas (Avec Fendi P)
- 2020 : The Green Tape (Avec Cardo)
- 2020 : Bonus Footage (Prod. Harry Fraud)
- 2021 : Financial District
- 2021 : Regatta (Prod. Harry Fraud)
- 2021 : Land Air Sea (Avec Cash Fargo)
- 2022 : Land Air Sea (Chopped Not Slopped) (Avec Cash Fargo)
- 2022 : The 8 Ball Jacket
- 2022 : 8 Ball Jacket 2
- 2023 : For Motivational Use Only, Vol. 1 (Avec Jermaine Dupri)
- 2023 : VICES (Prod. Harry Fraud)
- 2023 : Highway 600 (Prod. Trauma Tone)

### Mixtapes
- 2004 : Sports Center, Vol. 1
- 2005 : Welcome Back
- 2006 : G-Series (avec Mack Maine)
- 2007 : Life at 30,000 Feet
- 2008 : Independence Day
- 2008 : Higher Than 30,000 Feet
- 2008 : Welcome to the Winners Circle
- 2008 : Fear and Loathing in New Orleans
- 2008 : Super Tecmo Bowl
- 2008 : Fast Times at Ridgemont Fly
- 2008 : Fin...
- 2009 : Kicks, Video Games, Movies & Chicks
- 2009 : How Fly (avec Wiz Khalifa)
- 2010 : Smokee Robinson (Prod. DJ Don Cannon)
- 2011 : Return to the Winners Circle
- 2011 : Jet Life to the Next Life
- 2011 : Verde Terrace (présenté par DJ Drama)
- 2012 : Priest Andretti
- 2012 : 3 Piece Set: A Closed Session (Avec Young Roddy)
- 2013 : New Jet City
- 2013 : Red Eye (Avec Jet Life)
- 2013 : Bales (avec Young Roddy)
- 2013 : The Stage (Avec Smoke DZA & Prod. Harry Fraud)
- 2014 : The Drive in Theatre
- 2014 : Organized Crime (Avec Jet Life)
- 2014 : Audio D (Avec Jet Life)
- 2014 : World Wide Hustlers (Avec Jet Life)
- 2015: Cathedral Music
- 2016: The Carrollton Heist (Prod. Alchemist)
- 2016: The Owner Manual
- 2016: Andretti 9/30
- 2016: Andretti 10/30
- 2016: Andretti 11/30
- 2016: Andretti 12/30
- 2017: Jet Life All-Stars (Avec Jet Life)
- 2017: The Fo20 Massacre
- 2017: The Champagne Files
- 2018 : The Spring Collection
- 2018 : Fire in the Clouds
- 2022 : The Drive in Theatre, Part 2

## Singles
| Année | Chanson                                                                | Meilleure position | Meilleure position    | Meilleure position | Album ou mixtapes                                                     |
| Année | Chanson                                                                | Billboard Hot 100  | Hot R&B/Hip-Hop Songs | Hot Rap Tracks     | Album ou mixtapes                                                     |
| ----- | ---------------------------------------------------------------------- | ------------------ | --------------------- | ------------------ | --------------------------------------------------------------------- |
| 2006  | Where da Cash at (featuring Lil Wayne & Remy Ma)                       | —                  | 73                    | —                  | G-Series (avec Mack Maine)                                            |
| 2007  | My House (featuring Lil Wayne)                                         | —                  | —                     | —                  | non-album single                                                      |
| 2009  | Elevator Musik                                                         | —                  | —                     | —                  | This Ain't No Mixtape                                                 |
| 2009  | 16 Switches Spitter                                                    | —                  | —                     | —                  | This Ain't No Mixtape                                                 |
| 2009  | Living the Life (featuring Max B & Young Riot)                         | —                  | —                     | —                  | Jet Files                                                             |
| 2010  | Michael Knight                                                         | 122                | 96                    | 101                | Pilot Talk II                                                         |
| 2010  | Moon & Stars                                                           | —                  | —                     | —                  | Return to the Winner's Circles                                        |
| 2011  | Soundbombing                                                           | —                  | —                     | —                  | Muscle Cars Chronicles                                                |
| 2011  | #JetsGo                                                                | —                  | —                     | —                  | Weekend at Burnies                                                    |
| 2011  | She Don't Want a Man                                                   | —                  | —                     | —                  | Weekend at Burnies                                                    |
| 2011  | This Is The Life                                                       | —                  | —                     | —                  | Weekend at Burnies                                                    |
| 2011  | O.T.T.R. (featuring Wiz Khalifa & Big Sean)                            | —                  | —                     | —                  | —                                                                     |
| 2011  | Proceed (featuring Wiz Khalifa & Big Sean)                             | —                  | —                     | —                  | —                                                                     |
| 2011  | Pininfarina (Prod. Monsta Beatz & DJ Drama)                            | —                  | —                     | —                  | Verde Terrace (featuring DJ Drama)                                    |
| 2011  | Personal Party (Smoke DZA featuring Curren$y)                          | —                  | —                     | —                  | Rolling Stoned (album de Smoke DZA)                                   |
| 2011  | Ways to Kill Em                                                        | —                  | —                     | —                  | Verde Terrace(featuring DJ Drama)                                     |
| 2011  | 1st Place (featuring Trademark da Skydiver, Young Roddy & Mikey Rocks) | —                  | —                     | —                  | Jet World Order                                                       |
| 2011  | Excellent (featuring Young Roddy & Trademark da Skydiver)              | —                  | —                     | —                  | Jet World Order                                                       |
| 2011  | OG (Snoop Dogg & Wiz Khalifa featuring Curren$y)                       | —                  | —                     | —                  | Mac and Devin Go To High School (album de Snoop Dogg's & Wiz Khalifa) |